# تل زرغل
تل زرغل هو موقع أثري في محافظة ذي قار، يقع على قناة قديمة تؤدي من موقع لجش الذي يقع على بعد 10 كم منه إلى الجنوب الشرقي. كان اسمها القديم هو الكتابة المسمارية التي تُقرأ باسم Niĝin (أو Nina أو Ninua)، وكان إله المدينة هو نانشي، الذي كان له معابد هناك فيها وفي جيرسوالقريبة منها.

## الموقع
وفقًا للمنقبين الحاليين، يغطي التل حوالي 70 هكتارًا، وهو عبارة عن تلين أحدهما بارتفاع 15 مترًا (التل أ - موقع نيجين القديم) والآخر (التل ب) بارتفاع 5 أمتار، على بعد حوالي 150 مترًا إلى الجنوب، توجد بلدة منخفضة واسعة النطاق تبلغ مساحة الحافة الغربية للموقع 200 × 150 مترًا (المنطقة ج) ولكنها غير محددة بعد.

## التاريخ
في 31 يناير 1885، زار ويليام هايز وارد الموقع، الذي كان يسمى آنذاك سرغول. وفي عام 1913، قام الكونت أيمار دي ليديكيركي بوفورت بزيارة الموقع. وفي عام 1926، تمت زيارة الموقع خلال مسح أثري لجنوب بلاد ما بين النهرين بواسطة ريموند دوجيرتي من جامعة ييل تحت رعاية المدارس الأمريكية للأبحاث الشرقية، وذكر أنها تغطي 200 فدان ولها تلان، بارتفاع 45 قدمًا والأخرى بارتفاع 25 قدمًا، وكانت محاطة بالمياه. في السبعينيات من القرن الماضي قام علماء الآثار الأمريكيون العاملون في لكش المجاورة بزيارة الموقع مرتين وجمعوا 4 قطع قرميد و 12 مخروطًا.
أجريت الحفريات الأولى التي قام بها روبرت كولدفاي، في الفترة من 4 يناير إلى فبراير 1887 تحت رعاية المتاحف الملكية البروسية في برلين، إلى جانب حفر خنادق طويلة عميقة في المنطقة أ والمنطقة ب، جمع خلالها 16 لوحاً طينيًا.